# اشتاینتستال
اشتاینتستال (به آلمانی: Stainztal) یک منطقهٔ مسکونی در اتریش است که در دویچلندسبرگ واقع شده‌است. اشتاینتستال ۱۹٫۸۲ کیلومتر مربع مساحت دارد ۳۰۴ متر بالاتر از سطح دریا واقع شده‌است.